# 남우식
남우식(南宇植, 1952년 2월 23일 ~ )은 대한민국의 야구 선수 출신의 기업인이다.

## 생애
그는 초등학교 때에 야구부에 입단했으나 경북중학교에 입학해 본격적으로 야구 선수 생활을 시작했다. 당시 포지션은 포수였으나 중학교 2학년 때에 야구부 박창용 감독이 '투수에 알맞은 폼'이라면서 투수 전향을 권했고 이후 투수 전향을 해 은퇴할 때까지 투수 생활을 계속했으나 타자로 활약하기도 했다. 중학교 3학년 때는 전국 대회 6개 중 5개를 제패했으며, 이후 경북고등학교에 입학했다.
고등학교 시절 팀의 거의 모든 경기에서 완투를 했으며, 1971년, 고등학교 3학년 때 거의 모든 대회의 경기를 완투하면서 고교야구 사상 최초로 5관왕을 이루어 냈다. 한·일 고교야구 교환 대회에도 출전, 6전 전승을 도왔다. 이후 한양대학교에 진학했으나 고교 시절 어깨와 팔꿈치에 가해진 과부하가 대학 진학과 함께 문제를 드러내어 고교 시절의 빠른 공은 다시 볼 수 없었으며 이 탓인지 성인무대에서 평범한 강속구 투수로 전락했다.
1975년 7월, 실업팀 롯데 자이언츠에 입단했으나 이후 1976년부터 1978년까지 3년간 상무에 복무하였다. 이때 박철순을 만나게 되었고, 박철순에게 투구에 대한 지도를 해 주었으며 공군(성무)에서 제대한 뒤 1979년 다시 팀으로 돌아왔으나 은퇴를 선언했다.
은퇴를 결정한 뒤에 롯데 그룹에 입사했으며 2009년 푸르밀의 이사로 임명받았고  경북고 시절 스승이었던 서영무가 1982년 삼성 라이온즈 초대 감독에 임명되자 투수코치 물망에 올랐지만 고사했다.

## 투구
그는 오버핸드 강속구 투수로 구질은 포심 속구를 비롯해 슈트, 커브, 드롭, 너클볼 등을 가지고 있었으나 대부분 직구로 승부했다. 구속은 그 당시에는 스피드 건이 없었으나 그의 동기생은 150km 정도 나왔다고 증언했다.